# Тенізовське
Тені́зовське (каз. Теңіз) — село у складі Мендикаринського району Костанайської області Казахстану. Адміністративний центр Тенізовського сільського округу.
Населення — 394 особи (2021; 843 у 2009, 1159 у 1999, 1725 у 1989).
У радянські часи село називалось Тенізовський.